# メシマズ
メシマズとは「飯がまずい」の略語であるインターネットスラングで、「作る料理が並外れて下手でまずい状態・人物」を指す場合と、メシウマ（他人の不幸で飯が旨い）の反対として「他人の幸せで飯がまずい」場合の二通りの意味がある。